# Purev-Ochiryn Anujin
Purev-Ochiryn Anujin (mongolisch Пүрэв-Очирын Анужин; * 1977 in Ulaanbaatar) ist eine mongolische Politikerin der Mongolischen Volkspartei (MVP), die seit 2020 Mitglied des Großen Staats-Churals sowie derzeit Vorsitzende des Ständigen Ausschusses für Sozialpolitik ist.

## Leben
Purev-Ochiryn Anujin besuchte von 1984 bis 1994 die Sekundarschule Nr. 12 in Ulaanbaatar und begann daraufhin ein Studium im Fach Internationale Beziehungen an der Schule für den auswärtigen Dienst der Nationaluniversität der Mongolei, welches sie 2000 mit einem Bachelor of Arts (B.A. International Relations) beendete. Zuvor hatte sie 1999 ein Auslandsstudienjahr am Fremdspracheninstitut in Tokio absolviert. Ein postgraduales Studium im Fach Völkerrecht an der Sōka-Universität in Hachiōji schloss sie 2004 mit einem Master of Arts (M.A. International Law) ab. Im Anschluss blieb sie zunächst in Japan und war dort von 2004 bis 2010 Rechtsassistentin beim Sicherheitsunternehmen Safety Technology Co Ltd, ehe sie nach ihrer Rückkehr in die Mongolei als Journalistin tätig war. 2010 war sie Initiatorin und Produzentin des Projekts „100 bedeutende Mongolen“ (Монгол тулгатны 100 эрхэм)und war im Anschluss zwischen 2011 und 2020 Geschäftsführerin von „Mongolkino Pictures“ LLC, eine Film- und Fernsehproduktionsgesellschaft, mit der sie Projekte wie „100 wichtige Themen“ (100 чухал сэдэв) 2011, „MonGal Chronicles“ (МонГал товчоон) 2016 und „70/76“ 2019 umsetzte.
Bei der Wahl am 24. Juni 2020 wurde Purev-Ochiryn Anujin für die MVP (Монгол Ардын Нам), deren Mitglied sie seit 2009 ist, im Wahlkreis Nr. 28 Ulaanbaatar Songino Khairkhan erstmals zum Mitglied des Großen Staats-Churals (Улсын Их Хурал) gewählt und gehört diesem seither an.
Seit 2022 ist sie Vorsitzende des Ständigen Ausschusses für Sozialpolitik des Großen Staats-Churals. Sie ist ferner Mitglied der Ständigen Ausschüsse für Sicherheit und Außenpolitik sowie für Bildung, Kultur, Wissenschaft und Sport.
Purev-Ochiryn Anujin, die neben Mongolisch auch Japanisch, Englisch, Russisch und Chinesisch spricht, wurde 2013 mit dem Orden des Polarsterns geehrt.